# Sýrie (provincie)

Římská říše kolem roku 125, červeně zvýrazněna provincie Sýrie

Syria byla jednou z nejlidnatějších a nejbohatších římských provincií, jež vznikla po dobytí této země Pompeiem a následném svržení seleukovské vlády v roce 64 př. n. l. Římská resp. byzantská správa zde přetrvala dalších sedm staletí, zhruba až do roku 637, kdy byla Sýrie během islámské expanze opanována Araby.
V provincii bylo umístěno silné římské vojsko, čítající čtyři legie, které měly za úkol střežit neklidné hranice s parthskou říší. Po smrti Nerona se syrské legie postavily v roce 69 na stranu vojevůdce Vespasiana. Koncem 2. století proniklo do římského senátu několik význačných mužů syrského původu, včetně Claudia Pompeiana a Avidia Cassia. Prvním římským císařem, pocházejícím ze Sýrie, se na počátku 3. století stal Elagabalus z dynastie Severovců, jenž byl předtím knězem slunečního boha ve městě Emesa (dnešní Homs). V době krize říše ve třetím století představovala Sýrie jednu z nejnepokojnějších oblastí, v níž došlo k řadě uzurpací, a která se posléze stala dějištěm války mezi Římany a palmýrskou královnou Zenobií.
Sýrie sehrála významnou roli rovněž v dějinách křesťanství. Svatý Pavel byl obrácen na víru právě při cestě do Damašku, přičemž tento apoštol později v Antiochii založil první organizovanou křesťanskou církev ve starověké Sýrii.
Od dob výbojů Alexandra Velikého byla v Sýrii řeckými osadníky zakládána četná prosperující města. Způsob života jejich činorodých obyvatel ostře kontrastoval s netečností domorodých mas venkovanů, odívajících se podle perského vzoru a hovořících aramejsky. Největším a zároveň hlavním městem byla stejně jako za časů Seleukovců řecká Antiochie (svého času nazývaná „Athény východu“). Celková populace města zřejmě dosahovala počtu 500 000. Toto město bylo tudíž jedním z nejvýznamnějších středisek obchodu a řemesel celého antického středomořského světa. Odhaduje se, že úroveň počtu obyvatel Sýrie v období římské nadvlády byla překročena teprve v 19. století.

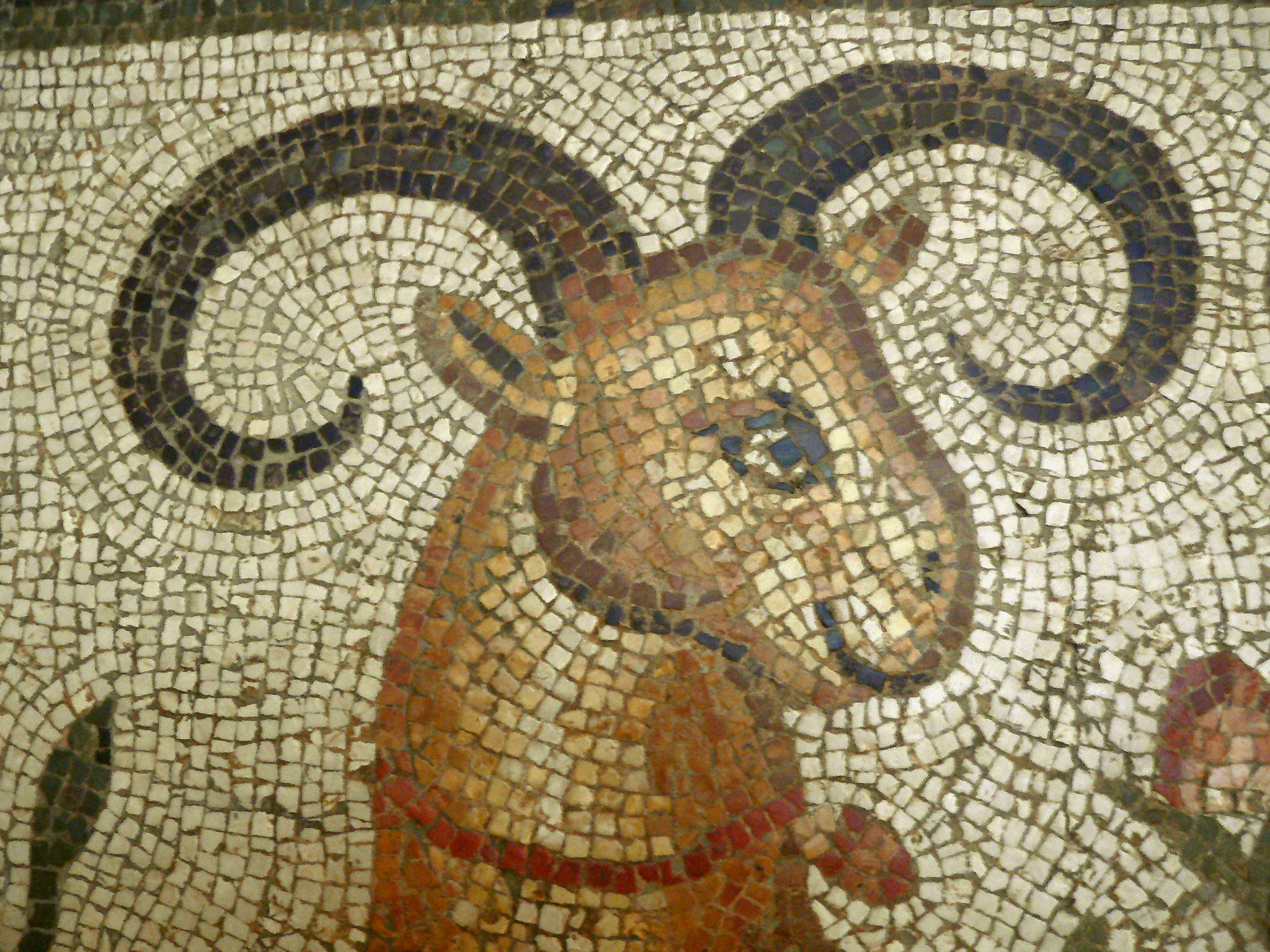
Detail římské mozaiky z Antiochie, Louvre

V roce 193 byla Sýrie rozdělena, čímž vznikly dvě nové provincie Syria Coele a Syria Phoenice. Na konci 4. století za vlády Theodosia I. byla pak Sýrie dále rozčleněna do několika menších správních celků. Provincie produkovala mimo jiné olivový olej, víno, cedrové dřevo, purpurem obarvené látky, sklo a vyráběly se tu také různé předměty ze slonoviny. Sýrie byla navíc taktéž cílovým místem hedvábné stezky, jež sloužila k obchodu s kořením, hedvábím a jiným luxusním zbožím z Číny a Indie.
V 5. století se v Sýrii rozšířil křesťanský názor zvaný monofyzitismus, což vedlo k prohloubení již tak existujícího odcizení zdejšího obyvatelstva vůči východořímské (byzantské) vládě v Konstantinopoli. Region si zachoval svoji důležitost, třebaže v 6. století byl několikrát zle zasažen opětovnými vpády perských Sásánovců. V roce 540 sásánovský velkokrál Husrav I. dobyl a vyplenil Antiochii, jejíž obyvatelé byli následně odvedeni do Mezopotámie. Byzantská vláda v Sýrii ovšem zanikla až na počátku 7. století, kdy provincii nejprve v roce 613 dočasně obsadili Peršané a po porážce Byzantinců v bitvě u Jarmúku v roce 636 se jí zmocnili Arabové.